# Omicidio stradale
L'omicidio stradale o pirateria stradale è un reato previsto dal diritto penale italiano.
La legge con la quale il reato è stato introdotto nell'ordinamento italiano venne promulgata nel 2016 a seguito di una iniziativa popolare risalente al 2010 che ha proposto l'istituzione dell'omicidio stradale, una figura dedicata di reato che comminerebbe pene intermedie fra l'omicidio volontario e quello colposo, con l'arresto in flagranza di reato e l'interdizione a vita dalla guida di veicoli (cosiddetto "ergastolo della patente").

## Normativa precedente
Prima della legge sull'omicidio stradale, questo tipo di fatto era perseguito col reato di omicidio colposo (pena da 6 mesi a 5 anni, art. 589 c.p.), che comunque prevedeva un'aggravante specifica per la violazione di norme stradali con pene aumentate da 2 a 7 anni, che potevano diventare da 3 a 10 anni se il colpevole fosse risultato in stato di ebbrezza grave o di alterazione da droga.
Le infrazioni più gravi come l'eccesso di velocità e passaggio col semaforo rosso, l'inversione su dossi o curve, e guida contromano in autostrada (art. 176/1a e 19 CdS) in ogni caso non erano puniti con la reclusione (multa, sospensione della patente, revoca in caso di recidiva, fermo amministrativo o confisca del veicolo); la guida in stato di ebbrezza (d. lgs. 285/1992, art. 186) era punita con l'arresto fino a 6 mesi per un tasso alcolemico da 0.8 a 1.5 mg/litro di sangue, e da 6 mesi a un anno per un tasso superiore a 1.5 mg/litro; la guida senza patente in caso di recidiva del reato, con la reclusione fino ad un anno (art. 116 comma 15 CdS); l'omissione di soccorso in presenza di danni alle persone era punita con la reclusione da 6 mesi a 3 anni (art. 189 CdS).

Nel caso di morte o di lesioni a più persone, le pene potevano arrivare a 15 anni di carcere.

## Nuova normativa
Il 23 marzo 2016 il Presidente della Repubblica ha promulgato la legge sull'omicidio stradale (L. 23 marzo 2016 n° 41) che prevede:
- pene minimali nel più frequente caso di lesioni colpose gravi (da un anno e 6 mesi a 3 anni) o gravissime (da 2 a 4 anni), causate da tasso alcolemico di 0,8 g/litro o da manovre pericolose (eccesso di velocità, guida contromano, passaggio col rosso agli incroci, inversione di marcia su intersezioni, curve e dossi, alcuni tipi di sorpasso): per pene detentive minori di 2 anni può essere concessa la sospensione condizionale della pena; un'ulteriore riduzione di un terzo spetta a chi accede al rito abbreviato, e infine può essere applicato l'art. 131-bis c.p. (non punibilità e archiviazione per tenuità del fatto) rientrando le lesioni dolose nell'elenco dei reati per i quali è ammissibile questo tipo di beneficio.
- nuovi strumenti di indagine: obbligatorio l'arresto in flagranza di reato per i casi più gravi (ebbrezza, droghe, mancato soccorso); raddoppiati i tempi di prescrizione del reato; prorogabili una sola volta dal pubblico ministero i tempi delle indagini preliminari; perizie coattìve per il prelievo di campioni biologici del dna. Il carcere è escluso per chi soccorre la vittima subito dopo l'incidente, e si mette a disposizione della polizia.
- aggravanti previste in caso di fuga del conducente (la pena aumenta da uno a due terzi, e non può essere inferiore a 5 anni), guida senza patente o senza assicurazione, per i conducenti di mezzi pesanti (camion e autobus).
- drastico aumento delle pene nei casi di omicidio: rimane la pena che era già prevista nel caso base, da 2 a 7 anni, quando la morte sia stata causata da violazioni non gravi al codice della strada (i disegni di legge prevedevano tutti una pena minima da 6 a 8 anni, e massima da 12 a 16); per guida in stato di ebbrezza grave, con un tasso alcolemico oltre 1,5 grammi per litro (sopra i 2,5 è probabile il rischio di coma etilico), o sotto effetto di droghe, la pena varia da 8 a 12 anni di carcere. Alla stessa pena soggiace chi ha un tasso alcolemico compreso tra 0,8 g/L e 1,5 g/L, quando il conducente è un neo-patentato e per chi esercita professionalmente l'attività di trasporto di persone (più di 8 escluso il conducente) o di cose su mezzi pesanti; da 5 a 10 anni se il tasso alcolemico supera gli 0,8 g/L e, unitamente alla condizione precedente, se l'incidente è causato dalle condotte pericolose dette in precedenza. La pena aumenta della metà se muore più di una persona, fino a 18 anni;
- la pena è diminuita fino alla metà quando l'omicidio stradale, pur cagionato dalle suddette condotte imprudenti, non sia esclusiva conseguenza dell'azione (o omissione) del colpevole.
- revoca della patente: la nuova patente è revocata e non può essere conseguita prima di 15 anni (omicidio) o 5 anni (lesioni). In caso di fuga o nelle altre ipotesi più gravi, dovranno trascorrere almeno 30 anni dalla revoca.

### Articoli modificati dalla Legge 23 marzo 2016, n. 41

#### Codice penale
- 589-bis c.p.[1] - Omicidio stradale.
- 589-ter c.p. - Fuga del conducente in caso di omicidio stradale.
- 590-bis c.p. - Lesioni personali stradali gravi o gravissime.
- 590-ter c.p. - Fuga del conducente in caso di lesioni personali stradali.
- 590-quater c.p. - Computo delle circostanze.
- 590-quinquies c.p. - Definizione di strade urbane e extraurbane.
- 157 c.p. - Prescrizione. Tempo necessario a prescrivere.
- 582 c.p. - Lesione personale.
- 589 c.p. - Omicidio colposo.
- 590 c.p. - Lesioni personali colpose

#### Codice di procedura penale
- 224-bis c.p.p. - Provvedimenti del giudice per le perizie che richiedono il compimento di atti idonei ad incidere sulla libertà personale.
- 359-bis c.p.p. - Prelievo coattivo di campioni biologici su persone viventi.
- 380 c.p.p. - Arresto obbligatorio in flagranza.
- 381 c.p.p. - Arresto facoltativo in flagranza.
- 406 c.p.p. - Proroga del termine.
- 416 c.p.p. - Presentazione della richiesta del pubblico ministero.
- 429 c.p.p. - Decreto che dispone il giudizio.
- 550 c.p.p. - Casi di citazione diretta a giudizio.
- 552 c.p.p. - Decreto di citazione a giudizio.

#### Codice della strada
- 189 C.d.S. - Comportamento in caso di incidente
- 219 C.d.S. - Revoca della patente di guida
- 221 C.d.S. - Sanzioni amministrative accessorie all'accertamento di reati.
- 222 C.d.S. - Ritiro della patente in conseguenza a ipotesi di reato

### Attenuanti generiche
Al conducente che presti aiuto alla vittima, si dimostri collaborativo con le Forze dell'Ordine e risulti incensurato, sono concesse le circostanze attenuanti generiche per il delitto di omicidio stradale.

## Nel mondo

### Unione Europea

#### Francia
Le pene variano da un minimo di 3 anni di reclusione e 45.000 euro di multa, ai 5 anni e a 75.000 euro nel caso in cui la condotta dell'imputato sia manifestamente irrispettosa di leggi, regolamenti o di normale prudenza (sommando le aggravanti si arriva a 10 anni di reclusione, 150.000 euro di multa e 10 anni di sospensione della patente).

#### Paesi Bassi
La morte in violazione del codice stradale le pene variano fino a un massimo di 3 anni di carcere e 11.000 euro di ammenda. Se c'è l'aggravante dell'ebbrezza o uso di droghe, un sorpasso vietato o il superamento dei limiti di velocità, si rischiano 9 anni di reclusione, il pagamento di 45.000 euro e la sospensione della patente per almeno 5 anni.

#### Regno Unito
È previsto un reato specifico con la reclusione sino a 10 anni, sospensione della patente per almeno 2 anni, test psicoattitudinali al rinnovo e la segnalazione sul documento del reato commesso.

#### Spagna
Sono previste condanne da 1 a 5 anni con sospensioni della patente fino a 6 in caso di imprudenza grave; multe e pene molto basse in caso di imprudenza lieve.

#### Germania
Non esiste un reato specifico, e la mortalità stradale è punita come omicidio colposo (fino a 5 anni). L'ergastolo stradale è stato però applicato in un caso di competizione illegale improvvisata fra due auto, nella quale un terzo automobilista è rimasto ucciso.

#### Belgio
L'articolo 419 del codice penale prevede una pena da tre mesi a due anni e
un'ammenda da 250 a 5.000 euro, quale omicidio per imprudenza.

#### Danimarca
Il codice penale prevedeva da 4 mesi a 4 anni in casi gravissimi, recentemente aumentato nel 2002 a 8 anni (art. 241).

### Stati Uniti
Ben identificato da circostanze di luogo e di tempo, condizioni psicofisiche del conducente o lo stato d'uso del veicolo. In alcuni Stati si arriva a pene fino a 30 anni di carcere.